# Pflanzenkohle

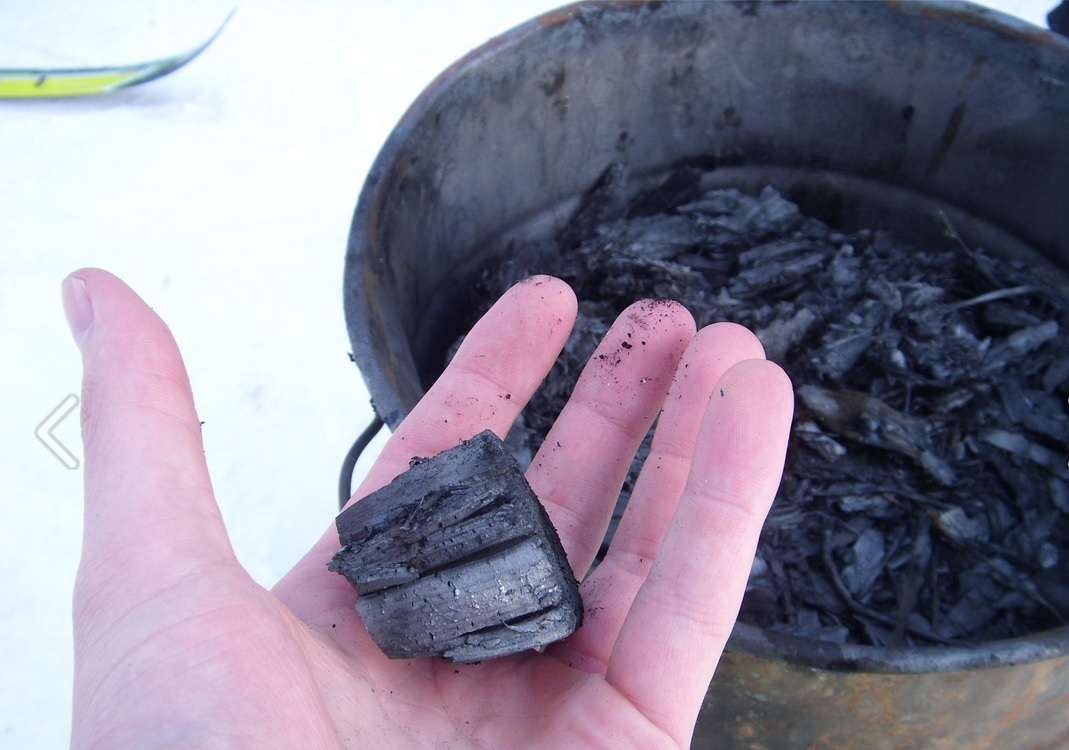
Pflanzenkohle aus Restholz in Namibia

Pflanzenkohle, auch Biokohle (englisch biochar), wird durch pyrolytische Verkohlung pflanzlicher Ausgangsstoffe hergestellt. Eine traditionell sehr häufige Form ist die Holzkohle.

## Verwendung
In Verbindung mit anderen Beimengungen wie Knochen, Fischgräten, Biomasseabfällen, Fäkalien und Asche ist sie zum Beispiel Bestandteil der Terra preta. Pflanzenkohle ist in einigen Ländern (u. a. Österreich, Schweiz) in der Landwirtschaft als Bodenverbesserer und Trägerstoff für Düngemittel sowie als Hilfsstoff für die Kompostierung und Nährstofffixierung von Gülle zugelassen. Pflanzenkohle wird auch als Futtermittelzusatz und Nahrungsergänzungsmittel verwendet. Bei der Verwendung als Bodenverbesserer wird ihr unter anderem ein großes Potential als Mittel zur Kompensation der Kohlendioxid-Emissionen in Anbetracht der globalen Erwärmung zugeschrieben.
Pflanzenkohle hat zahlreiche weitere Einsatzmöglichkeiten, etwa als Dämmstoff in der Gebäudekonstruktion, in der Abwasser- und Trinkwasserbehandlung, als Abgasfilter und in der Textilindustrie. Beispiele für aktuelle Einsatzbereiche sind: Gemahlene Pflanzenkohle wird als Lebensmittelfarbstoff E 153 ohne Höchstmengenbegrenzung verwendet, z. B. als Umhüllung von Käse. In der Medizin dient sie als Medizinalkohle zur Behandlung von Durchfallerkrankungen. Ähnlich wie Holzkohle kann Pflanzenkohle auch als Aktivkohle eingesetzt werden.
Daneben wird Pflanzenkohle als Energieträger verwendet, indem aus biogenen Reststoffen Pflanzenkohle hergestellt und später in Kraftwerken, Heizkraftwerken oder Industrieanlagen zur Gewinnung thermischer oder elektrischer Energie verbrannt wird. Sie kann auch direkt verbrannt werden, als Ersatz für Grillkohle, allerdings wird sie dafür als zu wertvoll angesehen. Die Kohlendioxid-Bilanz ist bei der Verbrennung von Pflanzenkohle anders als bei der Einlagerung im Boden, da Kohlendioxid bei der Verbrennung freigesetzt wird.

## Herstellung
Pflanzenkohle wird unter Luftabschluss bei Temperaturen zwischen 380 °C und 1000 °C hergestellt (vgl. Pyrolyse). Unter diesen Prozessbedingungen wird vorwiegend Wasser abgespalten, wobei Pflanzenkohle, Synthesegas und Wärme entstehen. Je nach verwendeter Technologie können dabei erhebliche Rauchgase freigesetzt werden, die zu einer bedeutenden Luftverunreinigung führen. Das Umweltbundesamt spricht von „einem  erheblichen Gefährdungspotenzial entsprechender Anlagen“.  Pflanzenkohle erhält nur das Europäische Pflanzenkohle-Zertifikat, wenn keine unverbrannten Pyrolysegase in die Atmosphäre entweichen. Auch die thermische Nutzung des Synthesegases ist zur Erfüllung dieser Vorgabe erlaubt. Die Mineralstoffe der ursprünglichen Biomasse werden in den Poren und an der Oberfläche der Pflanzenkohle gebunden.

### Traditionelle Herstellung
Pflanzenkohle wurde bereits seit Beginn der Eisenzeit in sogenannten Kohlenmeilern hergestellt. Als Ausgangsstoff wurde dafür meist Holz verwendet, so dass der Begriff Holzkohle entstand. Bei diesem traditionellen Verfahren ist die Ausbeute an Kohle relativ gering und die Pyrolysegase entweichen ungenutzt in die Atmosphäre.

### Kleinanlagen
Es gibt einige manuelle Meiler wie z. B. den Kon-Tiki. Das deutsche Umweltbundesamt warnt vor der unsachgemäßen eigenen Herstellung von Pflanzenkohle, die die Umwelt belasten und zur Schadstoffanreicherung führen kann. Wenn man die Pflanzenkohle selbst herstellen möchte, solle man sich vorher intensiv mit der Praxis vertraut machen, möglichst unter Anleitung erfahrener Personen.

### Industrielle Verfahren

#### Technische Pyrolyse
Pflanzenkohle wird üblicherweise aus Resten von an Land wachsenden Pflanzen hergestellt. Daneben sind auch weitere Ausgangsmaterialien wie Klärschlamm, Mikroalgen oder Wasserpflanzen geeignet.
Durch moderne technische Verfahren, die seit den 1990er Jahren entwickelt wurden, können inzwischen alle pflanzlichen Rohstoffe mit einem Feuchtigkeitsgehalt von bis zu 50 % zu Pflanzenkohle pyrolysiert werden. Die bei der Pyrolyse entstehenden Synthesegase können schadstoffarm verbrannt werden. Ein Teil der dabei entstehenden Wärme wird zur Erhitzung der nachgeförderten Biomasse verwendet. Der weitaus größere Teil der Abwärme lässt sich zu Heizzwecken nutzen oder über Kraft-Wärme-Kopplung teilweise in Elektrizität umwandeln.
Die Pyrolyse wird auch in der Holzvergasungstechnik angewendet. Das entstehende Gas wird einem Verbrennungsmotor zugeführt. Mittels Hoch- und Niederdruckdampfstufen kann der Wirkungsgrad der Anlage weiter verbessert werden. Die Holzvergasungstechnik wird auch zur Stromerzeugung eingesetzt. Als Abfallprodukt entsteht ebenfalls Kohle in sehr feinkörnigem Zustand. Zwei Drittel der durch Photosynthese akkumulierten Energie (maßgeblich durch Reduktion von Kohlendioxid gebildeter Kohlenstoff) wird in der entstehenden Pflanzenkohle gespeichert.

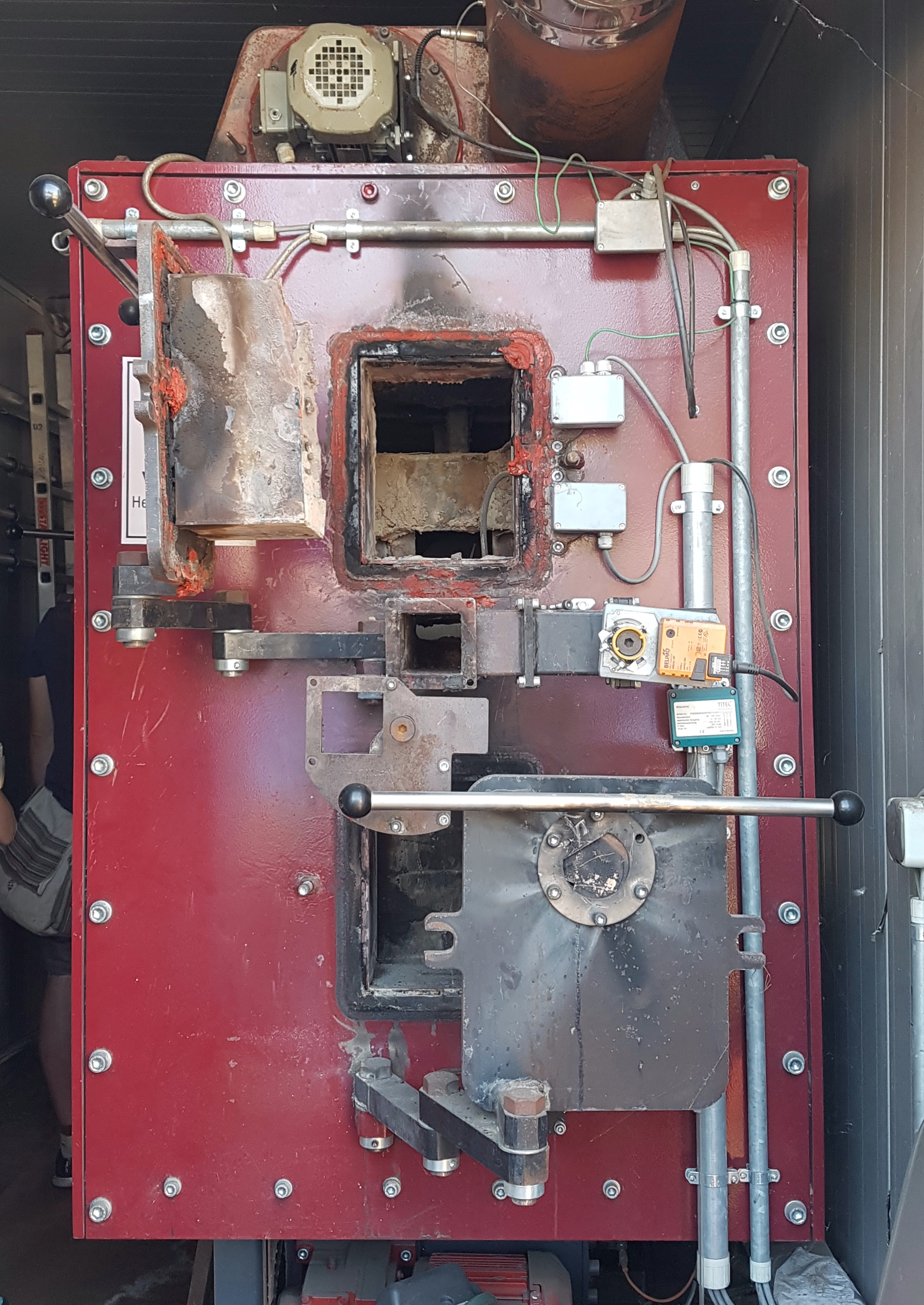
Primärbrennkammer einer experimentellen Karbonisierungsanlage zur Pflanzenkohleproduktion (Botanischer Garten Berlin 2022, Projekt Terra BoGa 2007-2014)

Bekannte Hersteller von Pyrolyseanlagen sind deutsche Unternehmen wie BioMaCon, Pyreg, Regenis, Carbonauten sowie die australischen Unternehmen Eprida und Pacific Pyrolysis (PacPyro). Weitere industrielle Anlagenhersteller gibt es in China und Japan. Bis Anfang 2014 wurden 10 industrielle Anlagen in Kompostwerken, Stadtgärtnereien, Bauernhöfen, Gemeinden, Klärwerken und Abfallentsorgern errichtet. Neben den oben erwähnten industriellen Anlagen werden derzeit zahlreiche Klein- und Kleinstpyrolyse-Anlagen entwickelt, die sowohl im Haus- und Gartengebrauch als auch in Entwicklungsländern zum Einsatz kommen sollen.

#### Hydrothermale Carbonisierung
Ein weiteres Verfahren zur Herstellung von Kohle aus Biomasse ist die sogenannte hydrothermale Carbonisierung (HTC) unter Zugabe von Wasser unter Drücken von ca. 20 bar und Temperaturen von 180 °C. Der Chemiker Friedrich Bergius erhielt für diese Entdeckung 1931 den Nobelpreis für Chemie. Bei Hydrokohle handelt es sich im Vergleich zur Pflanzenkohle zwar um ein verwandtes, chemisch und physikalisch aber unterschiedliches Produkt, das gleichwohl Perspektiven für den Einsatz in der Landwirtschaft aufweist. Im Jahr 2010 wurden zwei industrielle Anlagen zur Herstellung von Hydrokohle (HTC-Kohle) in Betrieb genommen (Terra Nova Energy in Düsseldorf sowie AVA-CO2 in Karlsruhe).
Eine Pyrolyse bei Temperaturen ab 400 Grad ergibt sehr stabile Kohlen; hingegen werden HTC-Verfahren und Torrefizierung bei geringerer Temperatur durchgeführt und ergeben Kohlen, die weniger stabil sind. Je länger die Reaktionszeit und je höher die Temperatur oder der Druck ist, desto stabiler ist die daraus entstehende Kohle gegenüber einem mikrobiellen Abbau im Boden. Die Nomenklatur ist nicht einheitlich: Teils werden Kohlen, die durch HTC oder Torrefizierung von organischem Material entstehen, auch zu den Biokohlen gezählt.

#### Vapothermale Carbonisierung
Eine Weiterentwicklung der hydrothermalen Carbonisierung ist die vapothermale Carbonisierung (VTC), bei der Pflanzenkohle in einer Dampfatmosphäre produziert wird. Dadurch können die Reaktionsbedingungen besser beherrscht werden und das Verfahren schneller und energieeffizienter, und damit kostengünstiger durchgeführt werden. Bei der vapothermalen Carbonisierung handelt es sich um einen exothermen Prozess, der bei Temperaturen zwischen 180 und 250 °C und Drücken von 16 bis 42 bar stattfindet. Die vapothermale Carbonisierung ist geeignet, biologische Abfallprodukte mit einem Feuchtegehalt von über 50 % zu verwerten.

## Aufladung und Aktivierung
Pflanzenkohle ist kein Dünger, sondern vor allem ein Trägermittel für Nährstoffe sowie Habitat für Mikroorganismen. Falls Pflanzenkohle unbehandelt in den Boden eingebracht wird, würde sie Nährstoffe und Wasser aus dem Boden aufnehmen und fixieren; sie könnte dadurch das Pflanzenwachstum für Monate hemmen. Um ihre bodenverbessernden Eigenschaften zur Wirkung zu bringen, muss die Pflanzenkohle zunächst physikalisch mit Nährstoffen aufgeladen und/oder biologisch aktiviert werden.
Pflanzenkohle ist porös und besitzt eine hohe spezifische Oberfläche von teilweise über 300 m² pro Gramm. Aufgrund der hohen Porosität vermag Pflanzenkohle bis zur etwa dreifachen Menge ihres Eigengewichtes an Wasser und den darin gelösten Nährstoffen aufzunehmen. Diese Eigenschaft nennt man Adsorptionskapazität (AK) der Pflanzenkohle für hydrophobe Stoffe, die einerseits von der pyrolysierten Biomasse und andererseits von den Pyrolysebedingungen abhängt. Im Bereich von 450 °C bis 700 °C entstehen Pflanzenkohlen mit der höchsten Adsorptionskapazität.
Eine weitere wichtige Eigenschaft zur Erklärung der besonderen Nährstoffdynamik der Pflanzenkohle ist die hohe Kationenaustauschkapazität (KAK). Die KAK hängt von der Oberfläche der Pflanzenkohle ab, ist aber eine chemische Größe, die durch Sauerstoff und Bodenkontakt zunimmt und erst nach einiger Zeit ihren Höchstwert erreicht. Eine hohe KAK verhindert das Auswaschen von mineralischen wie organischen Nährstoffen und sorgt insgesamt für eine höhere Nährstoffverfügbarkeit. Eine hohe KAK begünstigt zudem die Bindung von Schwermetallionen, wodurch die Bodenflora und Bodenfauna geschützt werden.
Die hohen Adsorptions- und Kationenaustauschkapazitäten der Pflanzenkohle führen dazu, dass sich die Pflanzenkohle als Nährstoffträger eignet. Die von der Pflanzenkohle aufgenommenen Nährstoffe führen dazu, dass Mikroorganismen Lebensräume in und um die Pflanzenkohle finden. Dies führt zu mikrobieller Belebung des Bodens, was Symbiosen von Mikroorganismen und Pflanzenwurzeln zugutekommen kann.

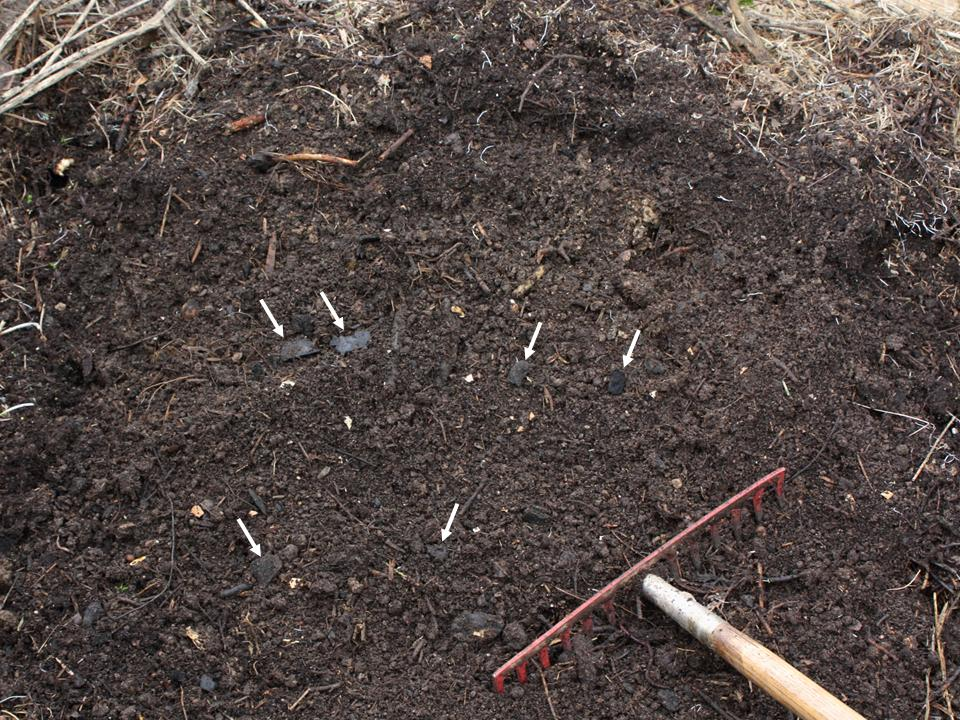
Eine „Aufladung“ kann auch in kleinem Maßstab selbst vorgenommen werden, indem Holzkohle dem Rohkompost zugesetzt wird. Hier ein reifer Kompost mit sichtbaren Kohlestücken (Pfeile)

## Eigenschaften
Die Eigenschaften von Pflanzenkohle variieren stark je nach Ausgangsmaterial und Bedingungen der Pyrolyse.
1. C-Gehalt > 50 % Der Kohlenstoffgehalt von Pyrokohlen schwankt je nach verwendeter Biomasse und Prozesstemperatur zwischen 25 und 95 %. (z. B.: Hühnermist: 26 %, Buchenholz: 86 %). Bei sehr mineralreichen Biomassen wie Viehmist überwiegt im Pyrolyseprodukt der Aschegehalt, entsprechend fallen diese Produkte unter die Kategorie von Aschen mit mehr oder weniger hohem Anteil an Pflanzenkohle. Solche mineralreichen Biomassen sollten im Sinne möglichst effizienter Stoffströme eher kompostiert oder fermentiert anstatt pyrolysiert werden, so dass die Nährstoffe möglichst rasch wieder pflanzenverfügbar gemacht werden.
2. Molares H/C-Verhältnis zwischen 0,1 und 0,6. Aus dem molaren H/C-Verhältnis lässt sich der Verkohlungsgrad und damit auch die Stabilität der Pflanzenkohle ableiten. Das Verhältnis gehört zu den wichtigsten Eigenschaften von Pflanzenkohle. Die Werte schwanken je nach Biomasse und gewähltem Verfahren. Werte außerhalb dieses Bereiches lassen auf minderwertige Kohlen und mangelhafte Pyrolyse-Verfahren schließen.
3. Nährstoffgehalte Die Schwankungen der Nährstoffgehalte verschiedener Pflanzenkohlen sind sehr hoch (zwischen 170 g/kg und 905 g/kg). Gemäß dem Bundes-Bodenschutzgesetz (BBodSchG) müssen die Nährstoffgehalte ermittelt werden. Daraus ergeben sich die maximal zulässigen Mengen, die in den Boden eingearbeitet werden dürfen. Entscheidend sind aber nicht die absoluten Nährstoffgehalte, sondern die jeweilige Nährstoffverfügbarkeit, welche jedoch schwierig zu ermitteln ist (z. B. Nährstoffverfügbarkeit von Phosphor liegt bei ca. 15 %, die von Stickstoff liegt teilweise unter 1 %). Nach dem Bundes-Bodenschutzgesetz werden jedoch nur die Gesamtgehalte der Nährstoffe berücksichtigt.
4. Schwermetallgehalt in mg/kg: Cadmium (Cd) 0,8 / Chrom Cr 50 / Kupfer Cu 50 / Quecksilber Hg 0,5 / Nickel Ni 20 / Blei Pb 67 / Zink Zn 200 / Arsen As 10. Wie im Falle der Kompostierung bleibt auch bei der Pyrolyse fast die gesamte Menge an Schwermetallen der ursprünglich verwendeten Biomasse im Endsubstrat erhalten. Allerdings werden die Schwermetalle sehr effizient und langfristig von der Pflanzenkohle fixiert. Wie dauerhaft diese Fixierung ist, ist bisher noch nicht geklärt. Da Pflanzenkohle anders als Kompost nur einmalig (bzw. mehrfach bis zu einer maximalen Endkonzentration) in den Boden eingebracht wird, ist eine Anreicherung mit Schwermetallen unwahrscheinlich.
5. PAK-Gehalte (Summe der 16 Leitverbindungen der EPA) < 12 mg/kg TM / PCB-Gehalt <0,2 mg/kg TM. Pflanzenkohle fixiert sehr effizient PAK. Die Auswirkungen einer potentiellen PAK-Belastung sind daher relativ gering. Es ist zu beachten, dass aufgrund der hohen Adsorptionskraft der Pflanzenkohle die meisten Standardmethoden zur Analyse von PAK nicht für Pflanzenkohle geeignet sind und lediglich Werte im Bereich von unter 10 % des Realwertes ergeben. Pyrokohlen sind daher nach der Methode DIN ISO 13887:B zu analysieren (Soxhlet-Extraktion mit Toluol).
6. Furane < 20 ng/kg (I-TEQ OMS);
7. pH-Wert – die pH-Werte schwanken zwischen 6 und 10, stellen für die Zertifizierung kein Ausschlusskriterium dar. Sie müssen aber zwingend angegeben werden, da eine Verschiebung des Boden-pH-Wertes großen Einfluss auf die Bodenkultur hat
8. Spezifische Oberfläche – Ihr Wert hängt sowohl von der pyrolysierten Biomasse, als auch von dem verwendeten Pyrolyseverfahren (v. a. Höchsttemperatur, Verweildauer, Partikelgröße) ab. Typische Werte für Pflanzenkohle schwanken zwischen 100 und 300 m²/g, wobei Werte zwischen 50 und 900 m²/g erreicht werden können.[19]

## Ökologisches Potential
Die ökologische und ökonomische Bilanz von Pflanzenkohle hängt von der Art der eingesetzten Biomasse und von der Verwendung ab, ebenso wie von wirtschaftspolitischen Rahmenbedingungen. Da die Produktion nachwachsender Rohstoffe teuer sein kann, werden vor allem Reststoffe verwendet, die einen sehr geringen Wert besitzen oder deren Entsorgung andernfalls Schwierigkeiten oder Kosten verursachen würde.

### Pflanzenkohle als Bodenverbesserer
Pflanzenkohle trägt bereits seit über 2500 Jahren in zahlreichen Regionen der Welt zur Bodenverbesserung bei. Meist wurde die Pflanzenkohle dabei in Kombination mit anderen organischen Reststoffen wie Viehmist, Kompost oder Bokashi, das sind kommerzielle Mischungen aus verschiedenen, universell vorkommenden aeroben und anaeroben Mikroorganismen aus der Lebensmittelindustrie, in den Boden eingebracht. Die Pflanzenkohle diente dabei vor allem als Trägermittel für Nährstoffe sowie als Mikrohabitat für Bodenmikroorganismen wie Bakterien und Pilze. Wird Pflanzenkohle in den Dünger gemischt, kann sie beim Humusaufbau helfen. Das bekannteste Beispiel für den Einsatz von Pflanzenkohle zur nachhaltigen Verbesserung verwitterter Böden ist Terra preta.
Durch den Eintrag von aktivierter Pflanzenkohle in landwirtschaftlich genutzte Böden lassen sich Auswirkungen auf die Bodenaktivität, Bodengesundheit und Ertragskapazität erzielen. In wissenschaftlichen Untersuchungen konnten unter anderem folgende Vorteile für die Bodenkulturen nachgewiesen werden:
- Verbesserung des Wasserspeichervermögens der Böden[27][28][29][30]
- Zuwachs der Bodenbakterien, die in den Nischen der hochporösen Kohle einen geschützten Lebensraum finden, wodurch die Nährstoffumsetzung für die Pflanzen gefördert wird.[31][32]
- Zunahme der Mykorrhizen, wodurch eine verbesserte Wasser- und Mineralstoffaufnahme sowie wirksamer Schutz gegen Pflanzenschädlinge gewährleistet wird.[32][33]
- Adsorption toxischer Bodenstoffe wie organische Schadstoffe und Schwermetalle, wodurch die Lebensmittelqualität und der Grundwasserschutz verbessert werden.[34][35][30]
- Höhere Bodendurchlüftung sowie bessere Aktivität von N-Bakterien und somit deutliche Reduktion der klimaschädlichen Methan- und Lachgas-Emissionen.[1][36][37][38]
- Effizientere Nährstoffdynamik, die sowohl für erhöhtes Pflanzenwachstum als auch für verminderte Nährstoffauswaschung sorgt[39][38]
- Verbesserung der Pflanzengesundheit durch induzierte Resistenz[40]
- Schutz des Mikrobioms und der Biodiversität in mit Mikroplastik kontaminierten Böden[41]

Das deutsche Umweltbundesamt (UBA) und die Bundesanstalt für Geowissenschaften und Rohstoffe (BGR) warnten 2016 angesichts der Vielzahl der Ausgangsstoffe, Herstellungsverfahren und Anwendungsbereiche vor potenziellen Risiken bezüglich der Bildung organischer Schadstoffe bei der Biokohleherstellung sowie der Wirkungen auf Böden und Kulturpflanzen. Das deutsche UBA empfahl im gleichen Jahr weitere systematische Untersuchungen sowie die Etablierung eines Zertifizierungssystems.

### Kohlenstoffsenke
Pflanzenkohle besteht zum überwiegenden Anteil aus reinem Kohlenstoff, der von Mikroorganismen nur sehr langsam abgebaut werden kann. Wird diese Pflanzenkohle in landwirtschaftliche Böden eingearbeitet, bleibt ein Anteil von über 80 % des Kohlenstoffes für mehr als 1000 Jahre stabil und stellt somit eine Möglichkeit dar, das ursprünglich von Pflanzen assimilierte CO2 langfristig der Atmosphäre zu entziehen und dadurch den Klimawandel abzubremsen.
Im Rahmen der pyrogenen CO2-Abscheidung und -Speicherung könnten entsprechende Verfahren beim Kampf gegen die globale Erwärmung verwendet werden.
Biologische Reststoffe wie Grünschnitt, Trester oder Mist werden derzeit entweder der Kompostierung, Fermentierung oder Verrottung zugeführt. Beim Kompostieren und Verrotten entweichen ca. 60 % des in der Biomasse enthaltenen Kohlenstoffs als CO2 und Methan. Bei der dezentral einsetzbaren Pyrolyse entstehen aus der ursprünglichen Biomasse ca. 30 % Pflanzenkohle. Da zudem die Energie des Synthesegases zur Elektrizitätsgewinnung eingesetzt werden kann und somit fossile Brennstoffe ersetzt, ist die Klimabilanz bei der Pyrolyse von biologischen Reststoffen im Vergleich zu deren bloßer Verrottung klimapositiv. Die Pyrolyse kann zudem in der Reststoffverwertung eingesetzt werden. So lassen sich Reststoffe aus Biogasanlagen, Pressreste aus der Sonnenblumen-, Raps- oder Olivenöl-Herstellung und Gärreste aus der Bioethanolherstellung verwenden.
Mittels einer Pyrolyse-Anlage lassen sich beispielsweise aus je zwei Tonnen Grünschnitt rund eine Tonne CO2 langfristig der Atmosphäre entziehen. Alle Energieaufwendungen wie für den Transport des Grüngutes, dessen Zerkleinerung, den Betrieb der Anlage sowie das Einbringen der Pflanzenkohle in den Boden sind dabei bereits berücksichtigt. Die verwendete Pyrolyse-Anlage ist energieautark und wird im kontinuierlichen Prozess betrieben. Die Energie, die zur Aufheizung der Biomasse auf über 400 Grad Celsius benötigt wird, stammt aus der Biomasse selbst und wird durch die Verbrennung des bei der Pyrolyse entstehenden Gases erzeugt. Manche Anlagen nutzen zur Karbonisierung der Biomasse die Abwärme anderer Systeme. Solche Systeme sind z. B. Biogasanlagen. Zur Karbonisierung der Biomasse werden hier die heißen Abgase der Verbrennungsmotoren genutzt. Das gesamte durch die Pyrolyse entstehende Gas wird den Verbrennungsmotoren zur klimapositiven Stromerzeugung zugeführt, da es nicht mehr zur Karbonisierung der Biomasse benötigt wird. Die Pyrolyse-Anlage kann sowohl kontinuierlich als auch diskontinuierlich betrieben werden, da durch die Abwärmenutzung die Anlage immer auf Betriebstemperatur gehalten wird und so Aufheizphasen entfallen.
Pflanzenkohle eingebracht ins Erdreich kann dort Jahrtausende überdauern.
Modellrechnungen zufolge ist es bei nachhaltiger Pflanzenkohleerzeugung theoretisch möglich, CO2-, Methan (CH4)- und Distickstoffmonoxid (N2O)-Emissionen von bis zu 6,6 Pg CO2-Äquivalent (CO2e) zu kompensieren, das entspricht 12 % der jährlichen, anthropogenen Treibhausemissionen. Im Verlauf eines Jahrhunderts könnte eine Menge Pflanzenkohle hergestellt werden, die Gesamtemissionen in Höhe von 480 Pg CO2e entspricht, ohne dabei Ernährungssicherheit, Biodiversität und die Stabilität von Ökosystemen zu gefährden. Nur ein Teil dieser potentiellen Pflanzenkohleerzeugung ist wirtschaftlich möglich. Schätzungen für Deutschland ergaben, dass – wenn die Emission einer Tonne CO2 im Jahr 2050 etwa 75 Euro kostet – circa ein Drittel des in Deutschland vorhandenen Potentials wirtschaftlich produziert werden könnte.
Hinsichtlich der Frage, ob Böden nach der Einbringung von Pflanzenkohle eine größere oder aber eine kleinere Menge der Treibhausgase Kohlendioxid, Methan und Lachgas abgeben als zuvor, zeigen die Ergebnisse von Studien ein uneinheitliches Bild.

### Denkbare Verwendung in Kohlenstoff-Brennstoffzellen
In Kohlekraftwerken wird Kohlenstoff (bisher aus fossiler Kohle) verbrannt, aus der Wärme kann mit einer Wärmekraftmaschine elektrische Energie erhalten werden. Es ist aber auch möglich, die chemische Energie von Kohlenstoff in einer Brennstoffzelle, in diesem Fall eine Kohlenstoff-Brennstoffzelle, direkt in elektrische Energie zu wandeln, woraus sich theoretisch ein höherer Wirkungsgrad ergibt. Die Verwendung von Pflanzenkohle als regenerative Energiequelle für diese denkbare Anwendung wird intensiv erforscht, wie eine Übersichtsarbeit aus dem Jahr 2018 zeigt.

### Weitere Anwendungen
Pflanzenkohle ist aufgrund ihrer Adsorptionskapazität dazu geeignet, in der Wasseraufbereitung eingesetzt zu werden, insbesondere zur Entfernung von Schwermetallen. In der Europäischen Union und der Schweiz ist Pflanzenkohle unter der Nummer E 153 als Lebensmittelzusatzstoff (Farbstoff) zugelassen.
In Kalifornien wird Holz mittels thermochemischer Vergasung zu Biokohle verarbeitet, die der Bodenverbesserung oder als Filtermaterial dient. Dabei wird elektrische Energie gewonnen, aber zur Gewinnung der Biokohle auf die maximal mögliche Energieausbeute des Brennstoffs verzichtet. Als Ausgangsmaterial dient Holz, das für Brandschneisen geschlagen wird. In Kalifornien wäre solches Holz früher an Ort und Stelle verbrannt worden.
Als Werkstoff wird Pflanzenkohle in der Bauwirtschaft und der additiven Fertigung diskutiert. So verbessert die Zugabe von Pflanzenkohle nachweislich die konstruktiven Eigenschaften von Zement und wird als Verbundwerkstoff für faserverstärkte Kunststoffe und 3D-Druck-Filamente diskutiert.

## Regelungen zur Pflanzenkohle

### Richtlinien und Zertifizierung
Seit 2009 entwickelte die International Biochar Initiative ihre IBI Guidelines for Biochar, und unabhängig davon entwickelte das Ithaka Institut seit 2010 das Europäische Pflanzenkohle Zertifikat (European Certificate for Biochar, EBC). Beide wurden im März 2012 erstmals veröffentlicht und werden laufend aktualisiert.

### Nationale Regelungen und europäische Ansätze
In Japan wurde Pflanzenkohle 1984 als Bodenverbesserungsmittel zugelassen. In der Schweiz erteilte am 23. April 2013 das Bundesamt für Landwirtschaft eine Bewilligung für den Einsatz von zertifizierter Pflanzenkohle in der Landwirtschaft.
In Deutschland führt die Düngemittelverordnung (DüMV) Pflanzenkohlen noch nicht auf; sie gestattet nur Braun- und Holzkohle als Ausgangsstoff für Kultursubstrate und als Trägersubstanz in Verbindung mit der Zugabe von Nährstoffen über zugelassene Düngemittel. Pflanzenkohlen und HTC-Kohlen sind (Stand: 2018) nicht als Bestandteil von Düngemitteln, als Bodenhilfsstoff oder Kultursubstrat zugelassen.
In der aktuellen EU-Düngemittel-Verordnung (EU) 2019/1009 vom 5. Juni 2019 ist Pflanzenkohle ab 16. Juli 2022 in allen EU-Ländern als Bodenhilfsstoff in der konventionellen Landwirtschaft zugelassen und entsprechend in deutsches Recht umzusetzen. Aktuell ist Pflanzenkohle im Biolandbau (FiBL-Liste sowie mit der Änderung der demeter Richtlinie) zum 1. Januar 2022 zugelassen. Dafür sind die PAK-Gehalte gemäß VO (EG) 889/2008 nach Toluol-Extraktion und unter Einhaltung der Schwermetallgrenzwerte nach dem Standard EBC einzuhalten.
Die EU-Futtermittelverordnung gestattet den Einsatz von Pflanzenkohle als Futtermittel; dabei sind allerdings zusätzlich zum EBC-Zertifikat weitere Bedingungen gemäß Richtlinie 2002/32/EG und Verordnung (EG) Nr. 396/2005 zu erfüllen. Durch die Verwendung als Futtermittel kann Pflanzenkohle dann (indirekt) als Mist kompostiert und auf die Felder ausgebracht werden. Diese Art der Ausbringung bewirkt, dass die Pflanzenkohle mit Nährstoffen aufgeladen und mit Mikroorganismen besiedelt ist.
In den USA benötigen Mittel, die der Bodenverbesserung dienen sollen, normalerweise keine Erlaubnis, selbst wenn sie für einen großflächigen Einsatz gedacht sind.

## Bindung von Kohlenstoff
Wird Pflanzenkohle in den Erdboden eingebracht, lagert sie dort ähnlich wie Erdöl oder Braunkohle über mehrere Jahrtausende stabil. Derjenige Anteil des Kohlenstoff der Pflanzen, der in Pflanzenkohle gebunden wurde, wird somit dem Kohlenstoffzyklus entzogen, da er weder durch Verbrennung noch durch Verrottung zu CO2 oder Methan umgewandelt wird. Durch den Bodeneintrag von Pflanzenkohle können landwirtschaftliche Böden zu Kohlenstoffsenken werden.
Selbst unter dem Blickwinkel, dass ungefähr die Hälfte des im Ausgangsmaterial eingelagerten Kohlenstoffs bei der Herstellung der Pflanzenkohle entweicht, wird die Sequestrierung von CO2 in Form von Pflanzenkohle mittel- und langfristig als positiv im Vergleich zu anderen, nicht-pyrolisierten Formen von Biomasse angesehen.
In dem im Oktober 2018 veröffentlichten Sonderbericht 1,5 °C globale Erwärmung wurde Pflanzenkohle erstmals vom IPCC als eine vielversprechende Negative Emissionstechnologie (NET) erwähnt. Untersuchungen zur Klimawirkung der Erzeugung und Verwendung von Pflanzenkohle stehen im Vergleich zu anderen NET jedoch im Hintergrund. Bei der Weltklimakonferenz in Katowice, Dezember 2018, gab es keinen Entscheid, derartige Sequestrierungen in einen globalen Kohlenstoffhandel einzubinden.
In Anbetracht der Knappheit der sinnvoll einzusetzenden Biomasse für die Verkohlung besteht bei einer breiten Anwendung – und womöglich Förderung – der Pyrolyse von Pflanzenkohle das Risiko, dass wertvolle Holzbestände oder gar kontaminierte verschwelbare Abfälle dabei eingesetzt werden.

### Fachliteratur
- Peter Quicker & Kathrin Weber (Hrsg.): Biokohle. Herstellung, Eigenschaften und Verwendung von Biomassekarbonisaten. Springer Vieweg, Wiesbaden 2016. ISBN 978-3-658-03688-1. Online verfügbar als PDF und EPUB

### Populärwissenschaftliches
- Anjali Jayakumar, Christian Wurzer & Keiran Williamson: Char Comics. Come along on an adventure with Charrie and her clan as the they try to make our world a greener place to live in. Comic. University of Edinburgh, Edinburgh 2022. Online verfügbar.